# Laudo
Laudo (ur. ?, zm. 21 września ok. 565) – święty Kościoła katolickiego, biskup.
Według tradycji biskupem Coutances został wybrany w wieku 12 lat, na początku VI wieku. Istnieją hipotezy, że był też biskupem w Briovère (obecnie Saint-Lô) i za jego sprawą zmienione zostały granice diecezji. Brał udział w synodach, które odbyły się w Orleanie w latach 533, 538 i 549.
Szczególnym miejscem kultu św. Laudona stało się Agnes. Jego relikwie uległy rozproszeniu.
Jego wspomnienie obchodzone jest 21 września.